# Kolchida (miejscowość)
Kolchida (abch. Psachara) – wieś w Gruzji (Abchazji), w regionie Gagra. W 2011 roku liczyła 2492 mieszkańców.